# Urban V.

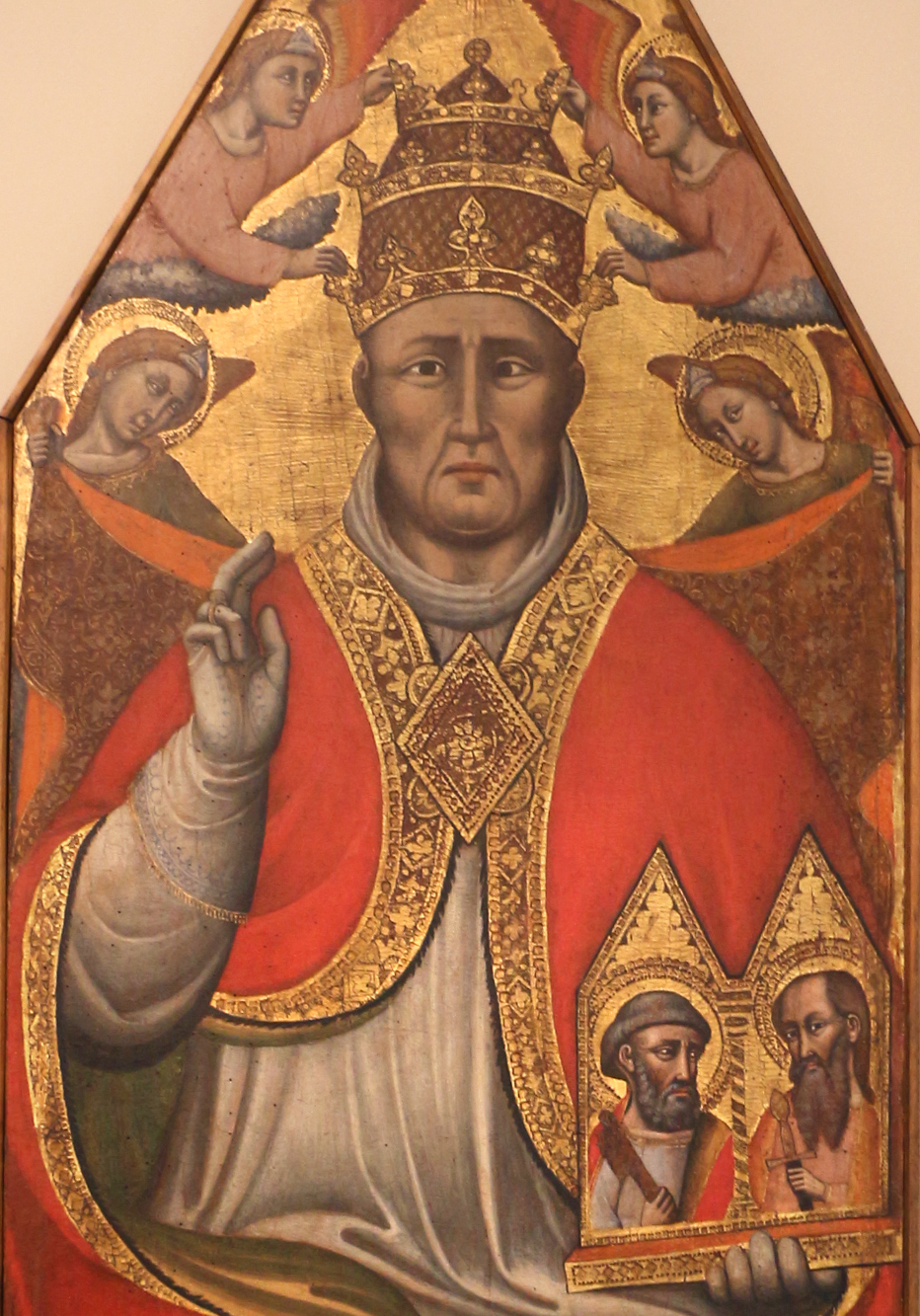
Papst Urban V. (Simone dei Crocifissi, etwa 1375).

Urban V., ursprünglich Guillaume de Grimoard (* 1310 auf Burg Grizac (Gévaudan), Gemeinde Le Pont-de-Montvert, Frankreich; † 19. Dezember 1370 in Avignon, Frankreich), residierte von 1362 bis zu seinem Tode am 19. Dezember 1370 als Papst der katholischen Kirche in Avignon. Er war der vorletzte Papst in Avignon.

## Klerikale Karriere
Der Benediktiner Urban lehrte als Doktor des Kirchenrechts in Montpellier und Avignon und war Benediktinerprior von Chirac, Legat in Neapel, ab 1352 Abt von Saint-Germain d’Auxerre und ab 1361 Abt von Saint-Victor in Marseille. Auf seinem Weg zurück von Neapel, wohin er als päpstlicher Gesandter geschickt worden war, wurde er in Avignon am 28. September 1362 als Nachfolger von Innozenz VI. zum Papst gewählt. 

## Pontifikat

Wappen von Papst Urban V., moderne Nachzeichnung

Als Papst war er ein strenger Vorgesetzter, der den Pomp und Luxus der Kardinäle ablehnte, erhebliche Reformen in der Justizverwaltung durchführte und aufgeschlossener Förderer der Gelehrsamkeit war. Wie schon Papst Benedikt XII. lehnte Urban jeden Nepotismus ab. Petrarca bejubelte seine Wahl. Urban ging energisch gegen die Missstände in seiner Umgebung und innerhalb der Kirche vor.
Während seines Pontifikats fand der letzte Orientkreuzzug statt. Bei diesem wollte man es ein letztes Mal von Alexandria aus das heilige Land zurückzuerobern. Diese Unternehmung wurde von Peter I. von Zypern geplant und der päpstliche Legat Peter Thomas war daran beteiligt, um die Kreuzfahrer zu religiösem Eifer zu ermahnen. Jedoch zerstörten und plünderten sie einen großen Teil Alexandrias. Obwohl Urban V. den Kreuzzug anfangs unterstützt hatte, gelang es ihm schließlich mithilfe der Venezianer Frieden mit dem Sultan von Ägypten zu schließen.
Er bemühte sich ebenso, das Papsttum in Italien wieder zu einigen und seine dort mächtig gewordenen Rivalen zu unterdrücken. 1363 exkommunizierte er Bernabò Visconti und ordnete einen Kreuzzug gegen ihn und seine Verwandten in ganz Italien an. Er nannte sie „Räuber des kirchlichen Besitzes“. Im folgenden Jahr hielt er es jedoch für notwendig, den Bann wieder aufzuheben, um den Frieden zurückzuerlangen. Das besetzte Land ging zurück in den Besitz Urbans, der Visconti dafür 500.000 Florin bezahlte.
1364 trafen in Avignon der Kaiser Karl IV., der Dichter Giovanni Boccaccio als Gesandter der Stadt Florenz, die heilige Birgitta von Schweden und Petrarca ein. Sie bedrängten Papst Urban, nach Rom zurückzukehren. Aber erst am 16. Oktober 1367 betrat er in Begleitung des deutschen Kaisers die Stadt Rom. Urban wurde von Kardinal Albornoz begrüßt, der seine vierzehnjährige Arbeit als Befrieder und Gesetzgeber des Kirchenstaates beendet hatte. Kurz darauf starb der Kardinal. In Rom krönte der Papst die Ehefrau Kaiser Karls, Elisabeth von Pommern, zur Kaiserin.
Am 21. Oktober 1369 empfing der Vatikan den byzantinischen Kaiser Johannes V. Dieser wollte zum Katholizismus übertreten und damit das morgenländische Schisma beenden. Damit wollte der byzantinische Kaiser für seinen vom Islam eingekreisten Staat militärische Hilfe erwirken. Kein Angehöriger des byzantinischen Klerus schloss sich ihm an. Papst Urban wähnte zwar, eine „Union“ der Kirchen geschaffen zu haben. Doch war dies ein Irrglaube. Für den unglücklichen byzantinischen Kaiser war die Reise ein Misserfolg. Er bekam keine militärische Hilfe und saß wochenlang in einem venetianischen Schuldturm. Schließlich musste der Kaiser noch im Gefolge von Sultan Murad I. Militärdienst leisten.
Die Gründung der Universität Wien wurde von Papst Urban bestätigt. Auch fing er an, das zerstörte Rom wieder aufzubauen.

## Tod
Unfähig, der Zudringlichkeit der französischen Kardinäle länger zu widerstehen, schiffte Urban V. sich am 5. September 1370 erneut in Corneto nach Avignon ein. Weder die Drohungen der heiligen Birgitta von Schweden noch die Vorstellungen Petrarcas hinderten ihn an seinem Vorhaben. Am 24. September kam er in Avignon an und starb dort wenig später am 19. Dezember. Sein Nachfolger war Papst Gregor XI.
Papst Urban V. wurde 1870 von Papst Pius IX. seliggesprochen. Sein Gedenktag wird im Erzbistum Toulouse am 7. November begangen.